# Юреш, Марчел
Марчел Юреш (рум. Marcel Iureş; род. 2 августа 1951 года) — румынский актёр театра и кино.

## Ранние годы
Луреш родился 2 августа 1951 года в Бэйлешти, жудец Долж, Румыния. В 1974 году поступил в Национальный университет театра и кино в Бухаресте и окончил его в 1978 году. В 1975 году состоялся его дебют на сцене театра «Буландра».

## Театральная карьера
Дебютной ролью молодого актёра стал Джордж в пьесе Дэвида Стори «Ферма». С 1978 по 1981 годы Юреш работает в Национальном театре в Клуже. В начале 1980-х он участвует в спектаклях столичных театров «Буландра» и «Одеон». Среди работ этого периода — заглавные роли в спектаклях по пьесам Шекспира «Гамлет», «Генрих VI» и «Ричард III».
В 1995 году Юреш стал одним из основателей первого независимого театра в Румынии — «Teatrul ACT», который впоследствии возглавил. В этом театре Юреш сыграл главные роли во многих спектаклях, в частности «Лицедей» по пьесе Томаса Бернхарда, «Город Солнца» по утопии Томмазо Кампанеллы и постановке пьесы Сэмюэла Беккета «Последняя плёнка Крэппа». За роль в спектакле «Лицедей» Юреш в 2002 году получил премию за актёрское мастерство. Также он продолжает играть в спектаклях театра «Буландра», в частности, выступает в главной роли в постановке 2005 года пьесы Луиджи Пиранделло «Генрих VI».
За театральные достижения Марчел Юреш неоднократно выдвигался на престижные румынские и международные премии и становился их лауреатом. Одной из последних наград стал в 2008 гран-при премии «Пламя» (рум.  Flacăra). Юреш возглавляет ежегодный юношеский театральный фестиваль «Ideo Ideis Festival».

## Карьера в кинематографе
Дебютом в кино для Юреша стала роль венгерского композитора Ференца Листа в фильме 1978 года «Vis de ianuarie». В 1980-е и 1990-е годы карьера Юреша в кино развивалась, он появлялся на экранах Румынии во многих ролях, крупных и небольших.
На международную кинематографическую сцену Юреш выходит благодаря гастролям в Великобритании с постановкой «Ричарда III», где актёр исполнял заглавную роль. В 1996 году он играет Александра Голицына в фильме «Миссия невыполнима», а уже в следующем году — роль Душана Гаврича, одного из главных антагонистов, в фильме «Миротворец». Среди других работ за рубежом — роли в фильмах «Война Харта», «Пираты Карибского моря: На краю света», «Гол!».

## Другие направления
Марчел Юреш является востребованным актёром на телевидении. За его плечами не менее десяти ролей в румынских и британских телесериалах. Помимо этого он работает как актёр озвучивания мультфильмов студии «Дисней» и компьютерных игр, является президентом и возглавляет жюри международного кинофестиваля «ANONIMUL».

## Избранная фильмография
- 1977 — «Aurel Vlaicu» (1977)
- 1978 — «Vis de ianuarie» — Ференц Лист
- 1994 — «Интервью с вампиром» — парижский вампир
- 1996 — «Миссия невыполнима» — Александр Голицын
- 1997 — «Миротворец» — Душан Гаврич
- 2002 — «Война Харта» — полковник Вернер Фиссер
- 2004 — «Слоеный торт» — Славо
- 2005 — «Пещера» — доктор Николай
- 2005 — «Гол!» — Эрик Дорнхелм
- 2007 — «Пираты Карибского моря: На краю света»— капитан Шеваль
- 2007 — «Молодость без молодости» — профессор Джузеппе Туччи
- 2008 — «Кодекс вора» — Зыков
- 2010 — «Война Фойла» — мсье Дювен
- 2010 — «Бунраку» — начальник полиции